# Нуэва-Вилья-де-Падилья
Нуэва-Вилья-де-Падилья (исп. Nueva Villa de Padilla) — посёлок в Мексике, штат Тамаулипас, административный центр муниципалитета Падилья. Численность населения, по данным переписи 2010 года, составила 5517 человек.

## Общие сведения
Название Padilla дано в честь доньи Марии Падильи, жены 52-го вице-короля Новой Испании Хуана-Висенте де Гуэмеса.
Изначально посёлок был основан 6 января 1749 года в нескольких километрах восточнее текущего поселения, но в 1970 году, при строительстве плотины Висенте-Герреро и водохранилища, населённый пункт был перенесён, а к названию добавлено Nueva (новый).